# Anolis terueli
Espèce
Anolis terueli est une espèce de sauriens de la famille des Dactyloidae. 

## Répartition
Cette espèce est endémique de Cuba.

## Étymologie
Cette espèce est nommée en l'honneur de Rolando Teruel.

## Publication originale
- Navarro, Fernández & Garrido, 2001 : Taxonomic reconsideracion of Anolis centralis litoralis and description of a new species of the argillaceus group (Sauria: Iguanidae) for Cuba. Solenodon, vol. 1, p. 66-75 (texte intégral).